# Lili Zografu
Lili Zografu, řecky Λιλή Ζωγράφου (17. června 1922, Iraklio, Kréta – 2. října 1998, tamtéž) byla řecká spisovatelka, novinářka a levicová politická aktivistka.

## Život
Lili Zografu se narodila jako nejmladší ze čtyř dcer v rodině vydavatele novin a pozdějšího ministra tisku Andrease Zografose, který vedl svou rodinu velice přísně podle veškerých zásad "slušného chování", jak uvedla spisovatelka v jednom rozhovoru. Patriarchální poměry, panující v její rodině i na Krétě, jí vadily natolik, že se brzy osamostatnila, žila pracovala v Athénách a snažila se pracovat jako novinářka. Protože zde také žila s různými muži, rodina ji nakonec zavrhla.
Za druhé světové války žila v Paříži, kde studovala filologii na Sorbonně, aktivně se účastnila protifašistického osvobozeneckého hnutí, byla zatčena a ve vězení se jí narodila dcera Rena (1943–2003), básnířka a psychoterapeutka.
Už během svých studií Zografu přispívala do různých literárních časopisů. Roku 1949 vydala svou prvotinu, sbírku povídek Agápi (řecky Αγάπη, Láska), ve které se bez iluzí zabývá vztahy rodičů a dětí. Pak hodně cestovala po Evropě, pracovala jako novinářka. Známou se stala po vydání eseje o Nikosovi Kazantzakisovi Níkos Kazantzákis: énas traghikós (1959, řecky Νίκος Καζαντζάκης: Ένας τραγικός, Nikos Kazantzakis: tragická postava) a také díky svým reportážím z cest do Španělska a Portugalska ze šedesátých let. V období plukovnické junty (1967–1974) byla v Řecku perzekvována, byla bez zaměstnání a nesměla publikovat.
Její dílo je velmi rozmanité, obsahuje studie a monografie, romány (celkem jich napsala dvacet čtyři), povídky i divadelní hry, má většinou silně sociální charakter a zabývá se problémy žen 20. století, jak v rodině, tak i ve společnosti (často zobrazuje ponížení a nesvobodu žen). Autorka sama se však nikdy nepovažovala za feministku, proti feminismu se naopak ostře stavěla.
Zografu patří ve své zemi k nejčtenějším a nejvydávanějším spisovatelkám a je považována za zakladatelku moderní řecké ženské prózy.

## Dílo
- Αγάπη (Agápi) (1949, Láska),
- Νίκος Καζαντζάκης: Ένας τραγικός (Kazantzákis: énas traghikós) (1959, Nikos Kazantzakis: tragická postava),
- Βιογραφία- Άπαντα Μ.Πολυδούρη (1961),
- Και το χρυσάφι των κορμιών τους (1961),
- Οι καταραμένες (1962),
- Οι Εβραίοι κάποτε (Μίκαελ) (1966),
- Ο ηλιοπότης Ελύτης (1967),
- Παιδεία ώρα μηδέν, ή της εκμηδένησης (1972),
- Τι απόγινε κείνος που ήρθε να βάλει φωτιά(1972),
- Αντιγνώση,τα Δεκανίκια του Καπιταλισμού (1974),
- 17 Νοέμβρη 1973- Η νύχτα της μεγάλης σφαγής (1974),
- Κ. Καρυωτάκης - Μ. Πολυδούρη- Η αρχή της αμφισβήτησης (1977),
- Επάγγελμα: πόρνη (Epággelma: pórni) (1978, Povolání: prostitutka), česky jako Prostitutka, povídky odehrávajíci se v období řecké totalitní vojenské junty, ve kterých autorka řeší otázku lidské prodejnosti.
- Η γυναίκα που χάθηκε καβάλα στο άλογο (1981),
- Μου σερβίρετε ένα βασιλόπουλο παρακαλώ (1983),
- Η γυναίκα σου η αλήτισσα (I gynaíka sou i alítissa) (1984, Vaše manželka, fena),
- Η Συβαρίτισσα (1987),
- Νύχτωσε αγάπη μου Είναι χτες (1990),
- Που έδυ μου το κάλλος (1992),
- Παραλήρημα σε ντο μείζονα (1992),
- Σύγχρονός μας ο Κάφκα (1993, Náš současný Kafka),
- Η αγάπη άργησε μια μέρα (I agápi árgise mia méra) (1994, Láska měla den zpoždění)
- Από τη μήδεια στη Σταχτοπούτα - η ιστορία του φαλλού (1998).

## Filmové adaptace
- I agápi árgise mia méra (1997, Láska měla den zpoždění), řecký televizní seriál, režie Kostas Koutsomytis.

## Česká vydání
- Prostitutka, Dybbuk, Praha 2007, přeložila Rita Kindlerová.